# Leine-Haus

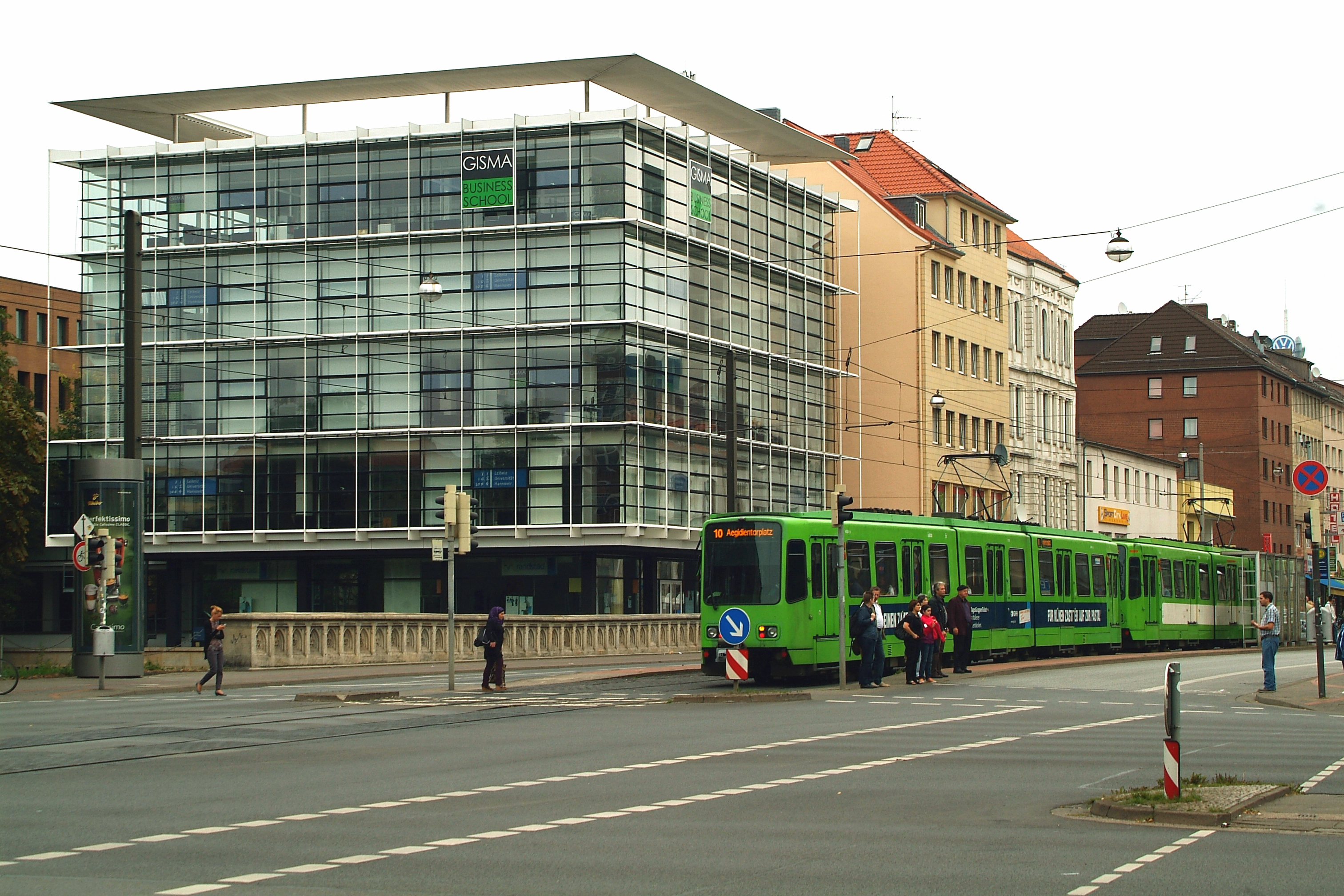
Das Leine-Haus mit einer hannoverschen Stadtbahn auf der Goethebrücke, 2012

Das Leine-Haus in der Goethestraße 18 und 20 in Hannover ist ein Geschäfts- und Bürogebäude am Ufer der Leine. Es entstand Anfang der 1960er Jahre abgestimmt mit dem etwa zur gleichen Zeit errichteten Üstra-Haus, um städtebaulich eine Stadttor-Situation als Brückenkopf der Goethebrücke nachzuempfinden.
Das Gebäude wurde in Teilen von der privaten GISMA Business School bezogen.

## Beschreibung
Im Auftrag des Bauherrn Hans-Joachim Strickrodt ließ der Architekt Rolf Wékel von 1961 bis 1962 auf nahezu quadratischem Grundriss ein Stahlbetonskelett errichten, dem eine grünlich gefärbte Fassade aus Leichtmetall sowie Glasfüllungen vorgehängt wurden, wobei die Technik- und Sanitärräume in das Innere des Hauses verlegt wurden. Über dem zurückgezogenen Erdgeschoss kragen drei Obergeschosse allseitig aus.
Das Gebäude wurde nach der Errichtung vom Reiseunternehmen Hummel-Reisen genutzt. Das Unternehmen ging 1968 im TUI Reisekonzern auf. Entsprechend der damaligen Architektenpläne wurden ein Penthouse und eine Wohnung für den Hausmeister ausgestaltet.
Nach der Generalsanierung und Aufstockung des Gebäudes im Jahre 2000 durch das Büro ksw Architekten wird es als hannoverscher Standort einer Wirtschaftshochschule genutzt.